# Linda Carlson
Linda Carlson (Knoxville, 12 maggio 1945 – Gaylordsville, 26 ottobre 2021) è stata un'attrice statunitense.

## Filmografia parziale

### Cinema
- Tesoro, mi si è allargato il ragazzino (Honey, I Blew Up the Kid), regia di Randal Kleiser (1992)
- Buona fortuna, Mr. Stone (The Pickle), regia di Paul Mazursky (1993)
- A Beverly Hills... signori si diventa (The Beverly Hillbillies), regia di Penelope Spheeris (1993)

### Televisione
- Un trio inseparabile (Westside Medical) – serie TV, 13 episodi (1977)
- Kazinsky (Kaz) – serie TV, 23 episodi (1978-1979)
- Bravo Dick (Newhart) – serie TV, 8 episodi (1985-1987)
- Annie tra due madri (A Place for Annie) – film TV (1994)
- Murder One – serie TV, 22 episodi (1995-1997)
- Ragazze a Beverly Hills (Clueless) – serie TV, 4 episodi (1997-1999)
- NYPD - New York Police Department (NYPD Blue) – serie TV, 2 episodi (1999-2001)
- The Song of the Lark – film TV (2001)